# Lístkovec větevnatý

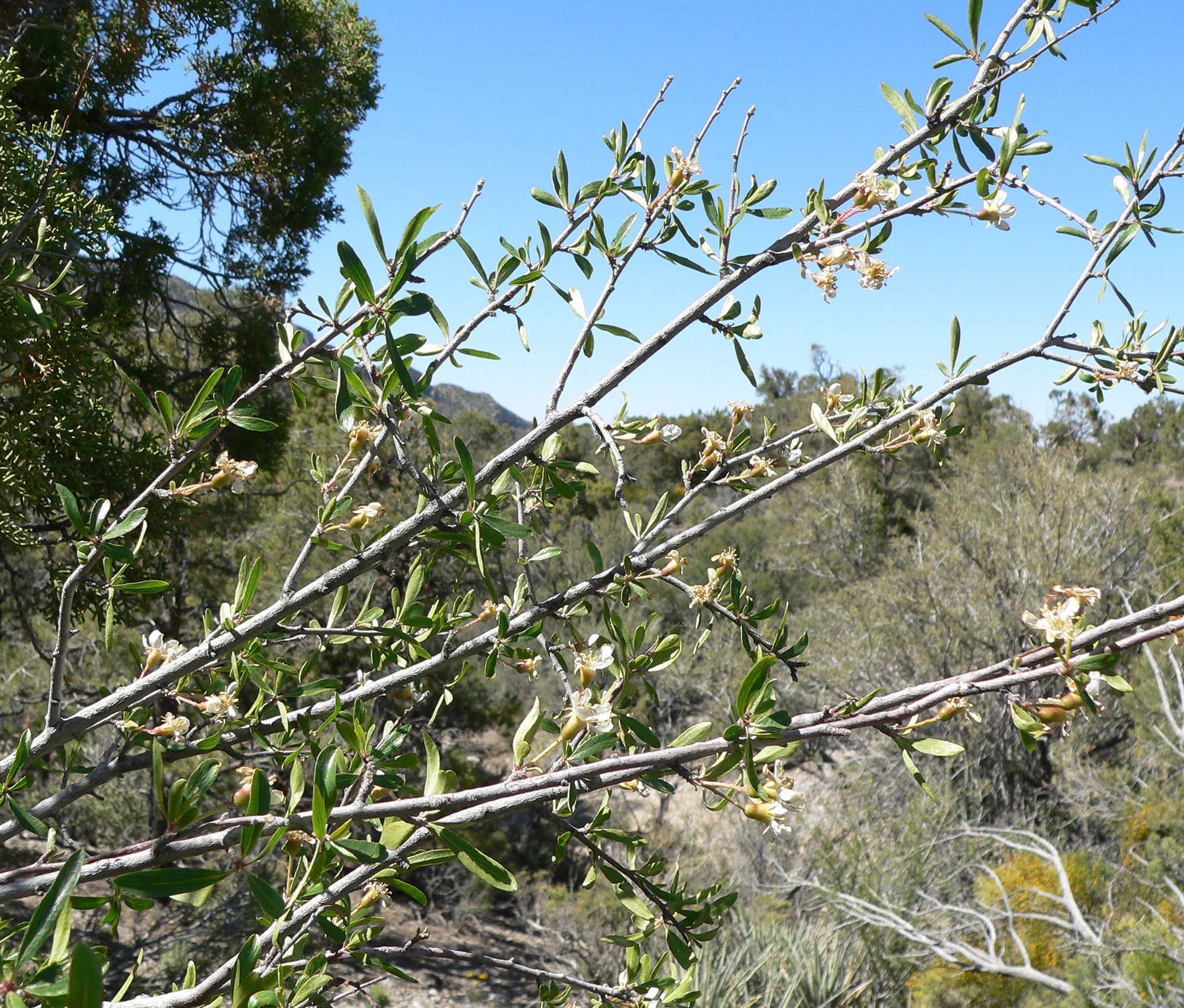
Rozkvetlý keř

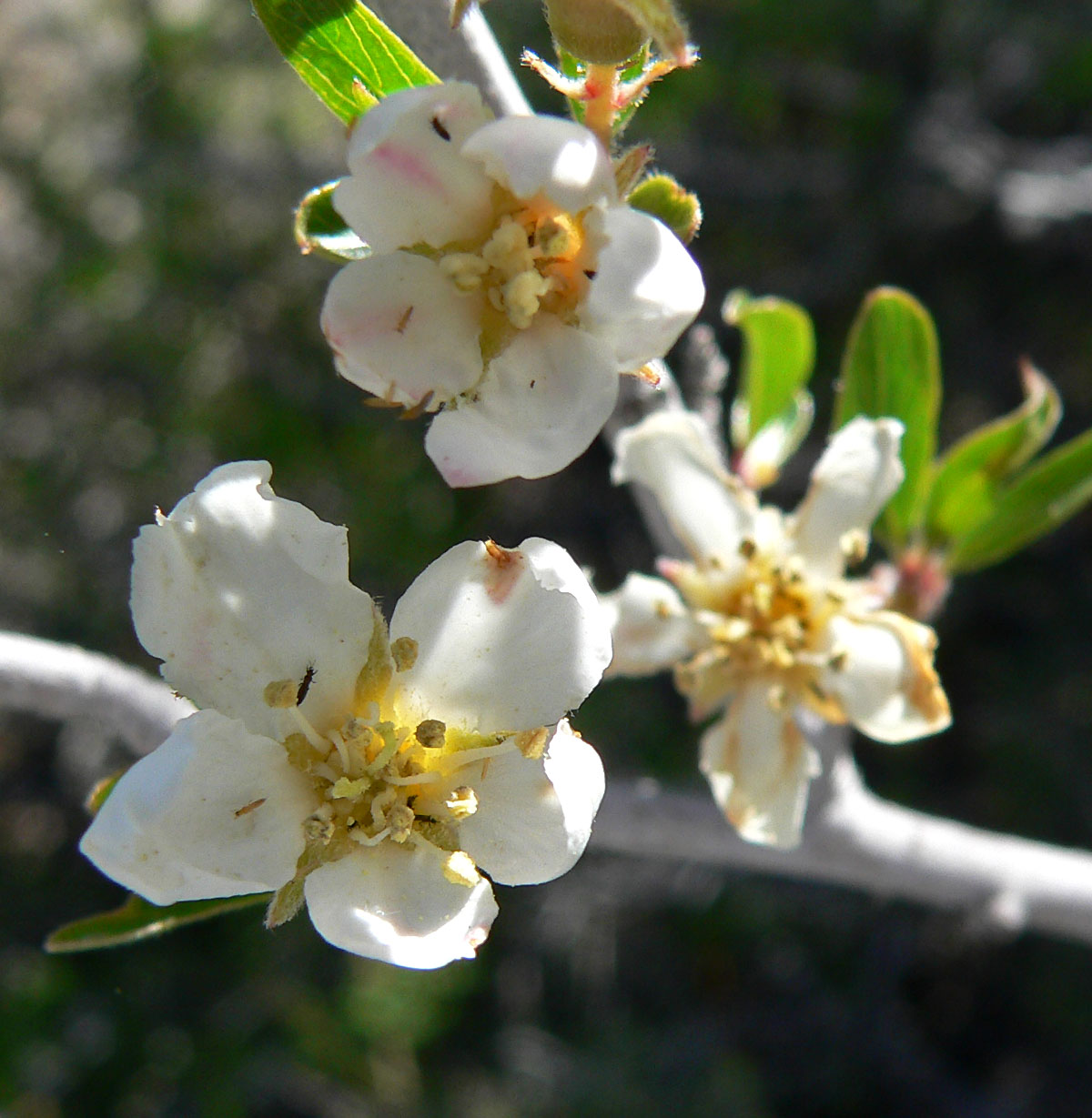
Květy

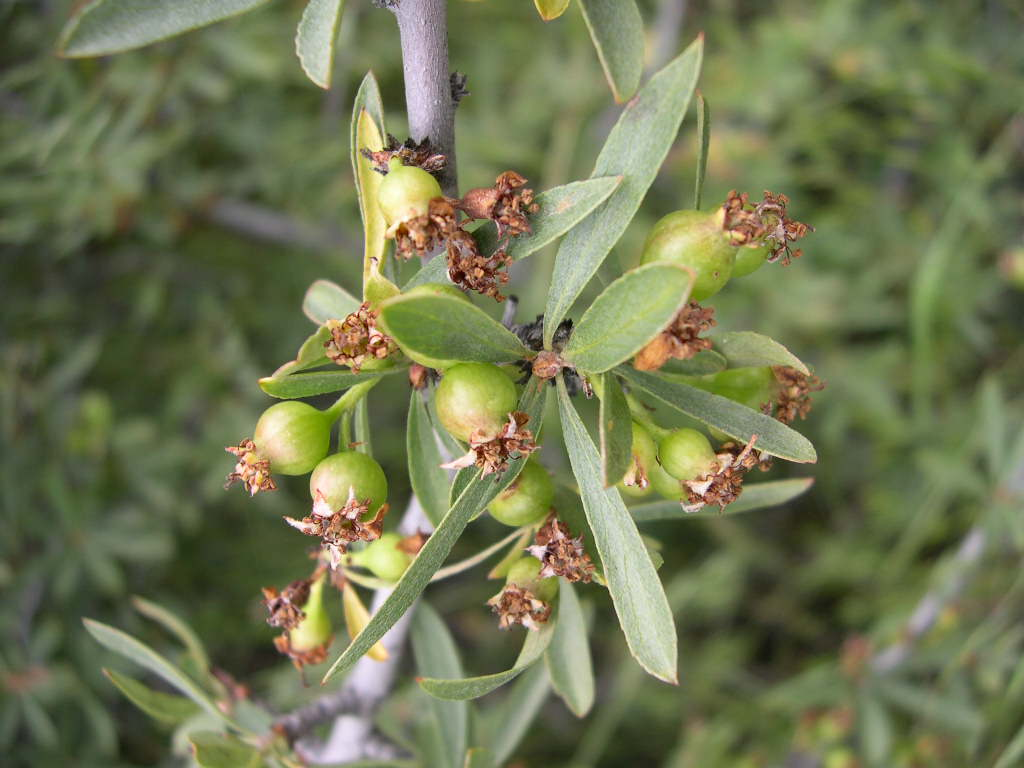
Nezralé plody

Lístkovec větevnatý (Peraphyllum ramosissimum) je opadavý, vzpřímeně rostoucí, hustě olistěný keř vysoký 1 až 2,5 m s bílými či růžovými květy. Je jediný druh monotypického rodu lístkovec. Pochází ze západních oblastí Spojených států amerických, kde roste v sušších oblastech.
Je součásti čeledě růžovitých, jeho květy se podobají květům růží a plody šípkům. Rodové jméno Peraphyllum je odvozeno z řeckého výrazu „hodně listnatý“ a odkazuje na shluky listů na větvičkách, druhové jméno ramosissimum pochází z řeckého pojmenování pro „mnoho větví“.

## Rozšíření
Lístkovec větevnatý přirozeně roste v Kalifornii, Coloradu, Idahu, Nevadě, Novém Mexiku, Oregonu a Utahu. Vyskytuje se obvykle na světlých okrajích nebo mýtinách v borových a jalovcových lesích, ve společnosti stejně náročných keřů rodů Puršovka a Fendlerovka.

## Ekologie
Nenáročný keř rostoucí obvykle v písčitohlinité půdě, většinou na plně osluněných suchých stráních v nadmořské výšce 500 až 2700 m n. m. Vyžaduje teplou a slunnou polohu na propustné, středně strukturované půdě na podhorských a horských svazích, snáší zimní teplotu až -29 °C. Kvete na jaře, od dubna do června, plody jsou drobné malvice dozrávající v létě, v červenci a srpnu. Dřevina dobře snáší středoevropské klima. Počet chromozomů 2n = 34, stupeň ploidie x = 2.
Na části území dnešního výskytu se lístkovec objevil již ve středním miocénu. Sekvence z plastidové DNA i jaderné DNA ukazují, že nejbližší sesterské taxony k rodu lístkovec jsou rody muchovník a Malacomeles.

## Popis
Keř může dosáhnou výšky 1 až 2,5 m a vystoupavé větve jsou hustě větvené, mají šedou hladkou kůru měkce chlupatou, nemá ostny. Opadavé listy s řapíkem rostou ve spirále jednotlivě nebo ve svazečcích, v mládí jsou hedvábně chlupaté a později lysé, lesklé a světle zelené. Jejich kožovité čepele bývají kopinaté, úzce obkopinaté nebo čárkovité, dlouhé 1 až 6 cm, na bázi jsou úzce klínovité, na konci špičaté i zaoblené, po obvodě celistvé nebo mělce pilovité, žilnatina listu je zpeřená. Palisty, přiléhající k řapíku i bázi čepele, jsou trojúhelníkovité a brzy opadají, řapíky listů jsou velmi krátké. V případě silného stresu, například sucha, mohou listy mimořádně opadat i v létě.
Květy jsou vonné, bílé až narůžovělé, mají stopku 1 cm dlouhou a vyrůstají na koncích krátkých výhonků až po jedenácti. Tvoří 3 až 5 cm dlouhá okoličnatá květenství, nemají listeny ani listence. Jejich miskovité češule jsou velké 3 mm, pět vytrvalých kališních lístků je 3 mm dlouhých, 1,5 mm širokých a za plodu nazpět ohnutých. Pět bílých či narůžovělých korunních lístků je obvejčitých až okrouhlých, 12 mm dlouhých a 5 mm širokých, mají krátký nehtík. V květu je dále 15 až 20 tyčinek s bílými nitkami a hnědými prašníky, jsou kratší než okvětní lístky. Semeník vzniklý ze dvou až tří plodolistů má čtyři až šest nepravých přepážek, v každém oddílu má po třech vajíčkách. Spodní semeník mívá jeden pestík a dvě až tři různě dlouhé čnělky, které přetrvávají i na zralém plodu. Květ je samosprašný, bývá opylován hmyzem, nejčastěji včelami.
Plody jsou kulovité až eliptické, hladké, lesklé, dužnaté malvice velké do 10 mm, které mají na vrcholu věneček zaschlých kališních lístku. Ve zralosti jsou malvice zbarvené žlutooranžově a obsahují nejčastěji čtyři semena obklopená blanitým endokarpem, který vytváří přihrádky semenných pouzder. Plody chutnající lidem hořce, po dozrání opadají. V přírodě jich dozraje jen velmi málo, bývají již předtím sklízeny ptáky.

## Rozmnožování
Keře se mohou po okolí rozšiřovat prostým rozrůstáním, na větší vzdálenosti semeny roznášenými v plodech zvířaty. Studené přezimování nebo umělá stratifikace zkrátí dobu dormance. Životnost semen v suchém prostředí je asi pět let. Nové rostliny lze získat i hřížením jednoletých výhonů.

## Význam
Plody jsou důležitou potravou pro některé ptáky, například tetřevy a divoké krocany, drobné hlodavce sysly, křečky a čipmanky, stejně jako pro jelenovité i černé medvědy. Drobní ptáci používají hustě větvené keře jako ukryt, i když jsou bez listů. Pro svou ozdobnou funkci a nenáročnost je lístkovec větevnatý vhodný jak pro solitérní výsadbu, tak i pro živé ploty, kde dobře snáší tvarování.